# Peperomia obtusifolia
Peperomia obtusifolia (L.) A.Dietr., 1831 è una pianta perenne, sempreverde, da fiore e dal portamento arbustivo della famiglia delle Piperaceae, nativa delle regioni tropicali del continente americano.

## Etimilogia
Il nome del genere è stato proposto da Hipólito Ruiz López e José Antonio Pavón nel 1794 per piante del continenete americano che Linneo aveva inserito nel genere Piper, cui appartiene la piata del pepe, nativa dell'India. Il termine significa "simili al pepe" e fu coniato combinando le parole greche per pepe (in greco antico: πέπερι?, péperi) e simile (in greco antico: ὅμοιος?, homoios).
L'epiteto latino obtusifolia, che identfiica la specie nel genere Peperomia, fa riferimento alla forma ottusa delle foglie.

## Descrizione

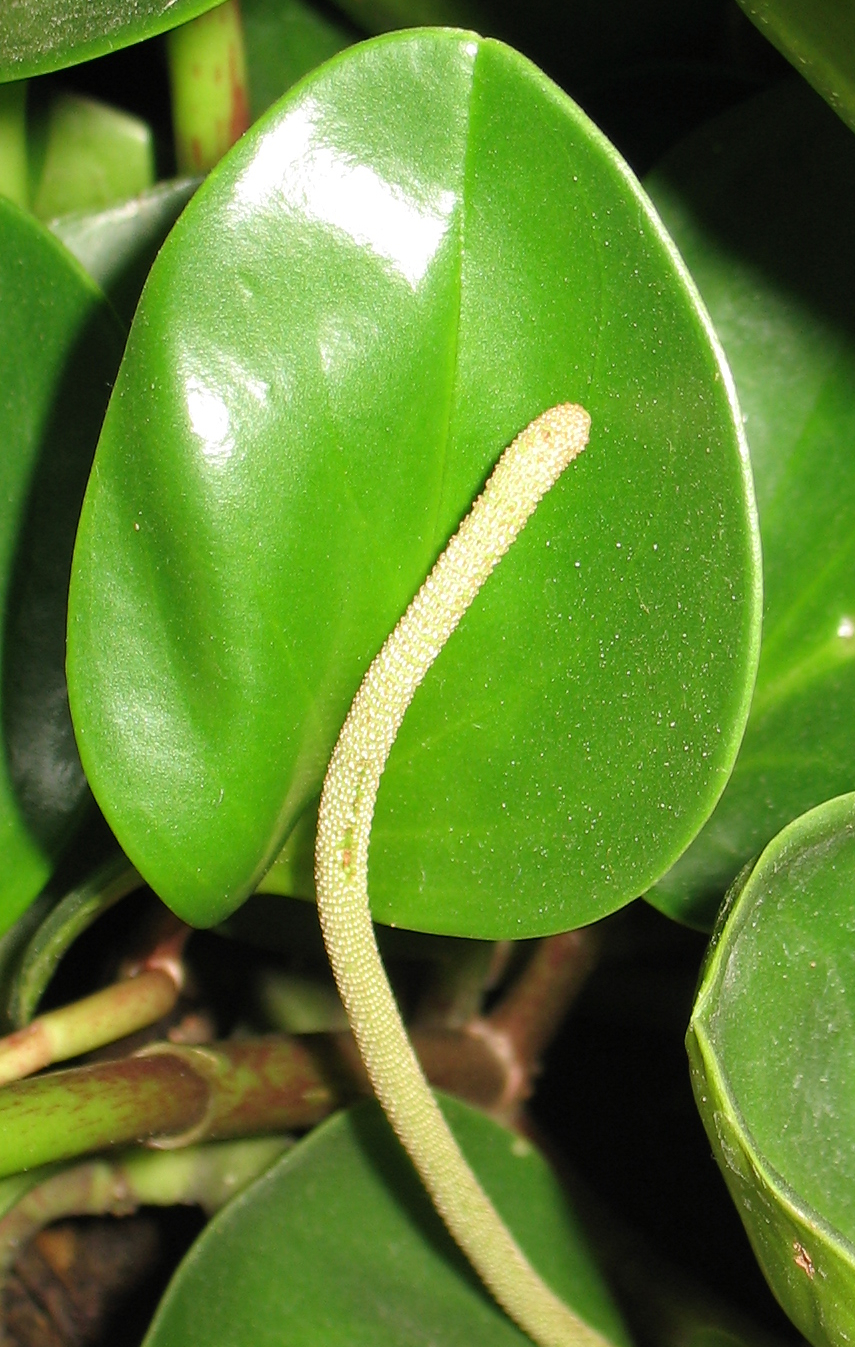
Foglia e infiorescenza

Pianta perenne sempreverde dal portamento arbustivo, che può raggiungere un'altezza di 25 cm. Ha rami radi, dai quali si dipartono, alternate, foglie obovate o ottuse, relativamente spesse. Gli spadici sono prevalentemente terminali, in multipli di due.
Ha una forte somiglianza con la Peperomia magnoliifolia. Le due specie hanno foglie di diversa consistenza, ma simili nella forma.

## Distribuzione e habitat

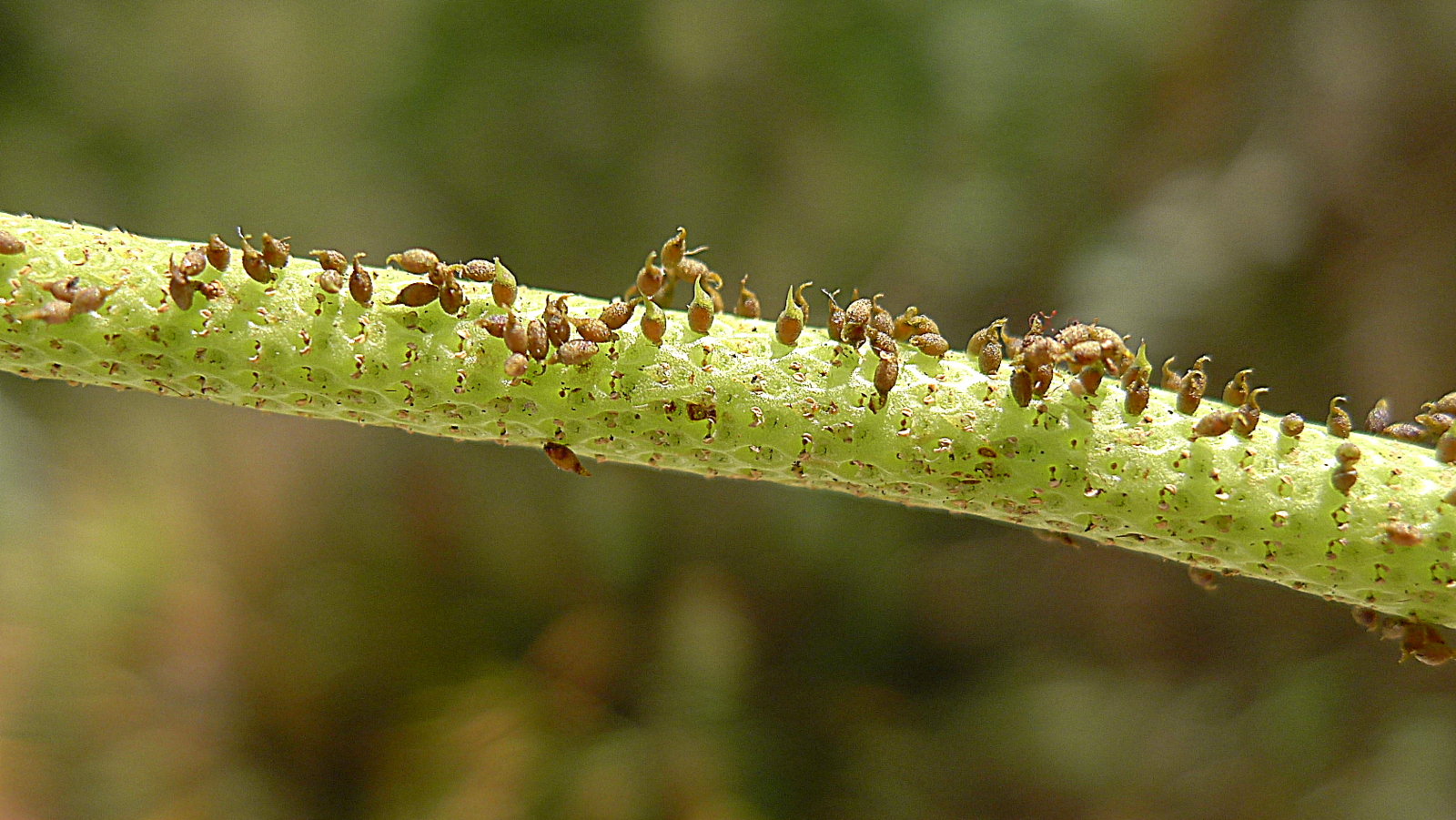
Vista ingrandita dell'infiorescenza

La specie è diffusa nelle regioni tropicali del continente americano. Procedendo da Nord a Sud, è presente in Florida e Messico, in tutta l'America centrale, Grandi e Piccole Antille incluse, e in Sudamerica, raggiungendo alle latitudini più meridionali, in Perù, Bolivia e Brasile. È stata introdotta e si è naturallizata nell'arcipelago delle Isole Marianne.

## Varietà
Storicamente è stato proposto il riconoscimento di diverse varietà della specie, non tutte ritenute tuttora valide. Il database Global Biodiversity Information Facility elenca le seguenti quattro varietà:
- Peperomia obtusifolia var. alveolata (Trel.) Alain
- Peperomia obtusifolia var. floridana (Small) D.B.Ward
- Peperomia obtusifolia var. obtusifolia
- Peperomia obtusifolia var. papyracea Griseb.

Il database dei Kew Gardens riporta solo la varietà Peperomia obtusifolia var. alveolata, oltre quella nominale. Il database Tropicos del Giardino botaino del Missouri elenca i nomi delle diciassette varietà che sono state storicamente descritte.

## Usi
La specie è utilizzata come pianta ornamentale da appartamento, anche grazie alla facilità di propagazione per talea. Soffrono eccessi nell'annaffiatura.